# River Okement
River Okement är ett vattendrag i Storbritannien.   Det ligger i riksdelen England, i den södra delen av landet, 280 km väster om huvudstaden London.